# Esterno notte (film)
Esterno notte è un film del 2022, diretto da Marco Bellocchio, basato sul rapimento di Aldo Moro.
La pellicola, con protagonista Fabrizio Gifuni, rappresenta il secondo lungometraggio del regista incentrato sugli avvenimenti del 1978 dopo Buongiorno, notte, girato nel 2003.
(Aldo Moro)

## Trama

### Parte 1 - Aldo Moro
Nel 1978, mentre il mondo è diviso tra Occidente filo-statunitense e blocco sovietico comunista, in Italia Aldo Moro, presidente del partito filo-statunitense Democrazia Cristiana, tenta di formare un governo di unità nazionale con l’appoggio esterno del Partito Comunista Italiano: è la prima volta in un Paese appartenente al Patto Atlantico che si tenta di conferire un ruolo governativo ai comunisti. 
12 marzo. Durante l'assemblea di partito, Moro cerca di convincere gli esponenti più recalcitranti all’interno della DC riguardo alla bontà di questa operazione. Francesco Cossiga, che verrebbe confermato come ministro dell’interno nel nuovo governo presieduto da Giulio Andreotti, in privata sede dice a Moro che gli americani non saranno d'accordo, ma Moro gli chiede di rassicurarli.
Moro e Andreotti sono al lavoro per formare il nuovo governo e, anche nel tentativo di dare discontinuità alla nuova compagine rispetto alle precedenti, scontentano diversi esponenti del loro partito per il ruolo che viene loro assegnato. A tarda sera, prima di rientrare a casa, incontra il segretario del PCI Enrico Berlinguer, cui consegna l’elenco dei ministri e sottosegretari.
16 marzo.  Dopo aver trascorso la notte in famiglia tra i suoi affetti e nella consapevolezza di dover affrontare una giornata di lavoro faticosa in Parlamento, Moro lascia normalmente la propria abitazione accompagnato dalla scorta. Mentre è in corso la cerimonia di giuramento del nuovo governo presieduto da Andreotti, le auto di Moro e della scorta vengono attaccate in via Mario Fani da un nucleo armato dell'organizzazione terroristica comunista delle Brigate Rosse; gli agenti vengono uccisi e il politico viene rapito.
Le forze di polizia iniziano a cercare Moro che nel frattempo, dopo essere stato narcotizzato, si risveglia all’interno di una cassa di legno trasportata su un furgone delle BR.

### Parte 2 - Il ministro degli interni
Cossiga, confermato ministro dell'interno, si dispera per l'accaduto e chiede alla task force del suo dicastero di fare di tutto per ottenere la liberazione di Moro. Una foto scattata dalle BR nel covo e da loro pubblicata dimostra che Moro è vivo e tenuto sotto prigionia. Domenico Spinella, capo della DIGOS, si coordina direttamente con Cossiga sul da farsi.
29 marzo. Il segretario particolare di Moro porta a Cossiga una lettera scritta dal presidente. Cossiga legge la lettera ad Andreotti e afferma che sarebbe meglio aprire un canale con le BR, che però rendono pubblico lo scritto: la trattativa riservata non può neanche partire. Le perizie effettuate lasciano intendere che il rapito possa essere stato drogato: la condizione di Moro sarebbe quindi tale per cui il valore morale delle sue lettere ha perso credibilità.
16 aprile. I giornali scrivono che Moro è stato condannato a morte e due giorni dopo un comunicato annuncia che il corpo giace sui fondali del Lago della Duchessa.

### Parte 3 - Il Papa
Papa Paolo VI chiede alla folla di fedeli di pregare per Aldo Moro e fa un appello affinché venga restituito ai suoi cari.
20 marzo. Al processo al nucleo storico delle BR a Torino l’avvocato dei brigatisti viene avvicinato da Cesare Curioni, cappellano del carcere di San Vittore.
25 marzo. Per il Sabato santo il Papa riceve Eleonora Moro, che lamenta di non aver ricevuto la visita di Andreotti.
Monsignor Agostino Casaroli riferisce ad Andreotti che il Papa ha fatto raccogliere 20 miliardi di lire per pagare il riscatto e che, con il consenso del governo italiano, vorrebbe usare una via vaticana per salvare Moro. I vertici delle forze armate dicono ad Andreotti che se verrà pagato un riscatto ci sarà il caos. Il Presidente del Consiglio incassa il sì all’opzione del riscatto da parte dei segretari dei principali partiti: Benigno Zaccagnini della DC, Enrico Berlinguer del PCI e Bettino Craxi del PSI. A Cesare Curioni spetta il difficile compito di mediare con i rapitori, tentativo che va a vuoto poiché essi si rifiutano di fornire la prova che Moro sia in vita. Il Papa allora manifesta l'intenzione di contattare in prima persona i rapitori.

### Parte 4 - I terroristi
Marzo 1977. Adriana Faranda ha una figlia, che è costretta a lasciare alla nonna quando si unisce alle BR dicendo di dover partire per lavoro.
21 giugno 1977. Il preside della facoltà di economia e commercio Remo Cacciafesta viene gambizzato da Adriana Faranda e altri brigatisti.
Febbraio 1978. I brigatisti studiano abitudini e spostamenti di Aldo Moro.
8 marzo. I brigatisti si allenano in vista dell’attacco alla scorta di Moro e Mario Moretti esclude Faranda perché entrata da poco a far parte del gruppo.
18 aprile. I sommozzatori setacciano il Lago della Duchessa alla ricerca del corpo di Moro; Faranda e Valerio Morucci si mostrano contrari all’uccisione di Moro, mentre Moretti e Barbara Balzerani sono decisi e non vogliono ripensamenti.

### Parte 5 - Eleonora
16 marzo, ore 9.30. Eleonora Moro, accompagnata dal prete di Santa Chiara, arriva sul luogo dell’agguato in via Fani e si preoccupa subito del fatto che il marito abbia con sé le sue medicine; riconosce sull’asfalto il corpo di uno degli agenti della scorta. Rientrata a casa, si riunisce con i familiari e accoglie, quasi controvoglia, diversi personaggi del panorama politico, tra i quali Zaccagnini e il Presidente della Repubblica Giovanni Leone.
18 marzo. La famiglia Moro partecipa agli strazianti funerali degli agenti della scorta.
19 marzo. Viene pubblicata su tutti i giornali la prima foto di Moro diffusa dalle BR.
26 marzo. È la domenica di Pasqua e, dopo aver ascoltato il Papa in televisione, la famiglia Moro pranza riunita.
29 marzo. I Moro e le persone vicine al Presidente ricevono le sue prime lettere. Eleonora è furiosa perché sui giornali il marito viene dato per pazzo e attacca Zaccagnini per non voler avviare una trattativa.
Un giorno don Giuseppe porta da Eleonora una suora che dice di aver visto suo marito bendato portato fuori da un'auto dai brigatisti. Eleonora allerta subito Cossiga che però bolla la suora come visionaria e cerca di tranquillizzarla, anche se lei lo incolpa di non voler salvare Aldo al quale deve tutto.
18 aprile. I sommozzatori setacciano il Lago della Duchessa alla ricerca del corpo di Moro.
21 aprile. Alla Caritas giunge una comunicazione di un brigatista: Moro chiamerà alle 20 in punto per parlare con la moglie dimostrando che è vivo. Eleonora quindi, accompagnata da Corrado Guerzoni, si dirige alla Caritas, ma quando risponde alla cornetta il brigatista non si fida e riattacca. 
22 aprile. Il Papa fa un appello pubblico chiedendo che Moro venga liberato semplicemente, senza condizioni. Eleonora dice ai figli che si è arreso anche il Papa.
30 aprile. Un brigatista chiama Eleonora sostenendo che serva un intervento diretto e chiarificatore di Zaccagnini per modificare la situazione, altrimenti per le BR sarà inevitabile uccidere Moro. Eleonora chiama subito il Presidente della Repubblica chiedendogli di fare pressione su Zaccagnini, ma anche il Capo dello Stato sembra non volerla aiutare. Giovanni Moro si reca da Zaccagnini, il quale prende atto della situazione e afferma che convocherà la direzione del partito, per poi mettersi a piangere.
Per bocca di Corrado Guerzoni, la famiglia Moro dichiara pubblicamente che ritiene l'atteggiamento della DC insufficiente per salvarlo.

### Parte 6 - La fine
8 maggio. Don Antonio Mennini viene portato di nascosto nel covo cosicché Moro possa confessarsi per l’ultima volta: lo statista si sfoga con lui accusando l'intera DC, e soprattutto Andreotti, di averlo condannato a morte.
Eleonora è furiosa con la DC e ormai ha perso le speranze.
9 maggio. Morucci chiama da una cabina telefonica Francesco Tritto dicendogli che dovrebbe far sapere alla famiglia Moro che il corpo si trova nel bagagliaio di un’auto in via Caetani. Cossiga si precipita sul posto venendo contestato duramente dai presenti e restando sconvolto. Intanto, il covo dove era stato tenuto Moro viene ripulito in fretta e furia dai brigatisti. 
10 maggio. A Torino si tiene il processo storico alle BR, mentre a Torrita Tiberina si svolgono in forma privata i funerali di Moro, come lui aveva espressamente richiesto.
13 maggio. Nella basilica di San Giovanni in Laterano si svolgono comunque i funerali di Stato senza la bara di Moro.
9 luglio. Si insedia il nuovo Presidente della Repubblica Sandro Pertini.
8 agosto. Papa Paolo VI muore tre mesi dopo il suo amico Aldo Moro.
29 maggio 1979. Adriana Faranda e Valerio Morucci vengono arrestati; in carcere inizieranno un percorso di dissociazione dalle BR.
24 giugno 1985. Cossiga viene eletto Presidente della Repubblica come successore di Pertini. 
Andreotti rimane ai vertici della politica fino al 1992.
Eleonora Moro morirà a Roma il 19 luglio 2010.

## Personaggi e interpreti

### Personaggi principali
- Aldo Moro, interpretato da Fabrizio Gifuni.
- Eleonora Chiavarelli, interpretata da Margherita Buy. È la moglie di Aldo Moro che farà di tutto per ottenere la sua liberazione arrivando anche a scontrarsi duramente con la Democrazia Cristiana.
- Papa Paolo VI, interpretato da Toni Servillo. È il pontefice amico di Moro per la cui liberazione si spenderà molto.
- Francesco Cossiga, interpretato da Fausto Russo Alesi. È il ministro dell'interno fino all'11 maggio 1978 quando darà le dimissioni dopo la morte di Moro. Quando Moro viene rapito crea rapidamente due comitati di crisi, uno ufficiale e uno ristretto, per la soluzione della crisi. Da parte del governo Andreotti, non viene mai aperta alcuna trattativa ufficiale con i sequestratori per il rilascio di Moro, il quale dalla sua prigionia sceglie di scrivere a Cossiga due volte, tra il 29 marzo e il 5 aprile 1978.
- Adriana Faranda, interpretata da Daniela Marra. È una brigatista della colonna romana nonché la compagna di Valerio Morucci; in seguito si dissocerà.
- Valerio Morucci, interpretato da Gabriel Montesi. È il dirigente principale della colonna romana delle BR che comunicherà per telefono la morte di Moro indicando la via dove si potrà ritrovare l'auto con all'interno il suo corpo.
- Giulio Andreotti, interpretato da Fabrizio Contri. In qualità di Presidente del Consiglio, Andreotti decide di portare avanti la linea della fermezza, rifiutando ogni trattativa che significherebbe il riconoscimento delle BR da parte dello Stato. La linea dura del Governo viene duramente criticata dalla famiglia dell'ostaggio. Nel suo memoriale, scritto mentre era prigioniero, Moro riserva giudizi durissimi su Andreotti.
- Benigno Zaccagnini, interpretato da Gigio Alberti. È il segretario della DC che difenderà la linea della fermezza. Il tragico esito lo debiliterà umanamente e politicamente, anche a causa di alcuni passaggi critici delle lettere dalla prigionia di Moro, ove lo definisce "il più fragile segretario che abbia mai avuto la DC".
- Pasquale Macchi, interpretato da Antonio Piovanelli. È il segretario personale di Papa Paolo VI.
- Domenico Spinella, interpretato da Pier Giorgio Bellocchio. È il capo della DIGOS che indaga sul sequestro Moro.
- Franco Ferracuti, interpretato da Luca Lazzareschi. È un criminologo chiamato a fare da consulente nel team di esperti del Ministero dell'Interno.
- Cesare Curioni, interpretato da Paolo Pierobon. È il cappellano capo del carcere di San Vittore che cercherà un contatto con i brigatisti.
- Agostino Casaroli, interpretato da Renato Sarti. È il segretario del Consiglio per gli affari pubblici della Chiesa nonché futuro segretario di Stato.
- Mario Moretti, interpretato da Davide Mancini. È uno dei dirigenti più importanti ed esperti delle BR; è soprattutto il principale responsabile della pianificazione e dell'esecuzione del rapimento di Aldo Moro, guidando il nucleo armato brigatista nell'agguato di via Fani e interrogando personalmente l'uomo politico sequestrato; nel 1993 dichiarerà di essere stato l'esecutore materiale dell'assassinio.
- don Giuseppe, interpretato da Bruno Cariello. Prete di Santa Chiara, vicino alla famiglia Moro.
- Corrado Guerzoni, interpretato da Sergio Albelli. È un giornalista che per quasi 19 anni è stato stretto collaboratore di Aldo Moro, prima come capoufficio stampa, poi come portavoce e assistente alla comunicazione. Durante il rapimento è il portavoce della famiglia.
- Maria Fida Moro, interpretata da Aurora Peres. È la primogenita dei quattro figli del leader democristiano; diventerà senatrice.

### Personaggi secondari
- Anna Moro, interpretata da Gloria Carovana. È la secondogenita di Moro.
- Agnese Moro, interpretata da Eva Cela. È la terza figlia di Moro.
- Giovanni Moro, interpretato da Michele Eburnea. È il più piccolo dei quattro figli di Moro.
- Enrico Berlinguer, interpretato da Lorenzo Gioielli. È lo storico segretario generale del Partito Comunista Italiano che si schiera per la linea dura.
- Antonio Mennini, interpretato da Alessio Montagnani. È un giovane sacerdote che, secondo alcune fonti, l'8 maggio 1978 avrebbe ascoltato l'ultima confessione di Aldo Moro durante il sequestro; tuttavia Mennini ha ripetutamente affermato di non essersi mai recato nella prigione di Moro e di non averlo mai visitato durante la prigionia.
- Steve Pieczenik, interpretato da Tim Daish. È un funzionario del Dipartimento di Stato degli Stati Uniti d'America coinvolto nel caso Moro: il Ministro dell'interno del tempo, Francesco Cossiga, allestisce un comitato di crisi al quale è aggregato Pieczenik, immediatamente messo a disposizione del governo italiano da Jimmy Carter lo stesso giorno del rapimento.
- Oreste Leonardi, interpretato da Alfredo Angelici. È un maresciallo dei Carabinieri e capo della scorta di Moro; la mattina dell'agguato di via Fani viene ucciso mentre è seduto sul sedile anteriore destro della Fiat 130 che trasporta il politico dalla sua abitazione alla sede della Camera dei deputati. Secondo quanto raccontato da Valerio Morucci, Leonardi, colto di sorpresa, riesce solo a far abbassare Moro prima di essere colpito dal gruppo di brigatisti.
- Giovanni Leone, interpretato da Nello Mascia. È il Presidente della Repubblica in carica fino al 15 giugno di quell'anno.
- Nicola Lettieri, interpretato da Vito Facciolla. È un deputato della Democrazia Cristiana in quegli anni.
- Emanuele De Francesco, interpretato da Duccio Camerini. È il questore di Roma che indaga sul sequestro Moro fino a quando nel 1979 è nominato capo della Criminalpol.
- Giuseppe Parlato, interpretato da Michele Sinisi. È il capo della polizia tra il 1976 e il 1979.
- Raffaele Giudice, interpretato da Paolo Serra. È il Comandante della Guardia di Finanza tra il 1974 e il 1978; il suo nome comparirà nella lista degli appartenenti alla P2.
- Giulio Grassini, interpretato da Giovanni De Giorgi. È il primo direttore del SISDE; anche il suo nome comparirà nella lista della P2.
- Luigi Zanda, interpretato da Jacopo Cullin. È l'allora segretario-portavoce del Ministro dell'interno Francesco Cossiga
- Lanfranco Pace, interpretato da Emmanuele Aita. Giornalista e storico esponente di Potere Operaio che, insieme a Franco Piperno prova a tessere una mediazione tra Valerio Morucci e Adriana Faranda - ex militanti di Potere Operaio diventati brigatisti, ma contrari all'uccisione di Aldo Moro - e alcuni esponenti del PSI. Pace e Piperno sperano di ottenere disponibilità al dialogo dal leader democristiano Amintore Fanfani al fine di salvare la vita del presidente; la loro azione ha anche lo scopo di evitare una criminalizzazione della lotta politica.
- Prospero Gallinari, interpretato da Giandomenico Cupaiuolo. È uno dei brigatisti dell'agguato di via Fani che verrà poi arrestato nel 1979.
- Germano Maccari, interpretato da Carlo Calderone. È tra coloro che partecipano al sequestro ma poi, non condividendo la decisione dell'uccisione del presidente, si allontana dall'organizzazione terroristica dopo il tragico epilogo della vicenda. La Faranda lo accuserà di essere stato, unitamente a Mario Moretti, l'autore materiale dell'omicidio. Maccari solo nel 1996 confesserà di essere stato uno dei carcerieri negando però di aver ucciso Moro.
- Professor Cappuccio, interpretato da Ruggero Cappuccio. È un professore universitario che per una rappresentazione teatrale interpreta il ruolo di Moro come ha modo di raccontare alla moglie del politico.
- Barbara Balzerani, interpretata da Federica De Cola. Altra dirigente della colonna romana che prende parte all'agguato e che, insieme al suo compagno Moretti, occupa la base di via Gradoli.
- Renato Curcio, interpretato da Lorenzo Lavia. È uno dei fondatori delle BR.
- Alessio Casimirri, interpretato da Aleph Viola. È uno dei brigatisti che prende parte all'agguato di via Fani con un ruolo di copertura bloccando posteriormente con una 128 bianca le due auto di Aldo Moro e della scorta, e controllando eventuale interferenze di estranei.
- Franco Bonisoli, interpretato da Vincenzo Crea. Giovane brigatista che nell'agguato di via Fani, travestito da aviere e armato di mitra, ha il compito di neutralizzare l'Alfetta di scorta.
- Anna Laura Braghetti, interpretata da Miriam Karlkvist. Intestataria dell'appartamento di via Montalcini, che si ritiene essere stato la prigione di Moro durante il sequestro, ancora incensurata, Braghetti funge da copertura per gli altri tre brigatisti che stazionano nell'appartamento fingendo di essere la fidanzata di Maccari.
- Bruno Seghetti, interpretato da Antonio Orlando. È uno degli organizzatori del sequestro e sarebbe alla guida della Fiat 132 che si porta in retromarcia all'incrocio con via Fani e su cui viene caricato Moro.
- Alberto Franceschini, interpretato da Leonardo Maddalena. Uno dei fondatori ed esponente di spicco delle Brigate Rosse, assieme a Renato Curcio e Margherita Cagol.
- Alvaro Lojacono, interpretato da Francesco Sferrazza Papa. Brigatista sospettato di aver partecipato all'agguato.
- Paolo Maurizio Ferrari, interpretato da Alessandro Carbonara. Primo arrestato del cosiddetto "nucleo storico" delle BR, nel 1978 ne è il "portavoce" durante il processo di Torino.
- Rita Algranati, interpretata da Giulia Anchisi. Appostata con in mano un mazzo di fiori all'angolo fra via Trionfale e via Fani, la brigatista svolge il compito di verificare il passaggio delle due auto con a bordo Aldo Moro e la sua scorta, segnalandolo con un cenno Moretti, Casimirri e Lojacono, affinché questi con le loro auto possano intercettare la colonna e poi bloccarla nel punto stabilito per l'agguato.
- Antonio Chichiarelli, interpretato da Gianni Vastarella. Falsario responsabile del finto comunicato numero sette delle Brigate Rosse ("Il comunicato del Lago della Duchessa").
- Nicola Rana, interpretato da Francesco Guzzo. Segretario particolare di Moro.
- Francesco Tritto, interpretato da Michele Ragno. Studente e poi assistente di Moro che riceverà la famosa chiamata di Valerio Morucci riguardante la morte del politico.
- Suora, interpretata da Federica Fracassi.
- Pietro Corsini, interpretato da Roberto Attias. Comandante dei Carabinieri in quegli anni.
- Francesco Cavalera, interpretato da Maurizio Di Carmine. Capo di stato maggiore della difesa.
- Amintore Fanfani, interpretato da Gianfranco Mazzoni. Allora Presidente del Senato, durante il sequestro Moro è l'unico esponente DC a osteggiare apertamente la linea della fermezza.
- Bettino Craxi, interpretato da Mario Pirrello. Allora segretario del Partito Socialista Italiano.
- Onorevole Misticò, interpretato da Diego Verdegiglio.
- Senatore Pirrotta, interpretato da Nicola Pannelli.
- Notabile DC #1, interpretato da Francesco Rossini.
- Notabile DC #2, interpretato da Federico Pacifici.
- Notabile DC #3, interpretato da Paolo Fosso.
- Notabile DC #4, interpretato da Federico Torre.
- Franco Evangelisti, interpretato da Marco Rossi. Segretario del Consiglio dei ministri.
- Veggente, interpretato da Sergio Valastro.
- Giudice Barbaro, interpretato da Miguel Gotor. Giudice del processo alle BR.
- Gianni Guiso, interpretato da Aldo Ottobrino.
- Luigi Moschella, interpretato da Davide Lorino. Pubblico ministero del processo alle BR.
- Ileana Leonardi, interpretato da Lidia Vitale. Vedova di Oreste Leonardi.
- Maresciallo intercettazioni, interpretato da Vittorio Viviani.
- Luca Moro, interpretato da Samuele Matarese. Nipote di Aldo Moro.
- Alexandra Faranda, interpretata da Matilde Tacconelli. Figlia di Adriana.
- Remo Cacciafesta, interpretato da Marco Tornese. Preside della facoltà di economia e commercio gambizzato dalle BR.
- Vittorio Cervone, interpretato da Claudio De Davide. Storico parlamentare della DC e tra i pochi a rimanere vicino alla famiglia Moro durante tutto il periodo del sequestro.

## Produzione
Il 18 gennaio 2020, nel corso di un'intervista concessa al giornale online Open, il regista Marco Bellocchio ha annunciato che avrebbe girato una serie incentrata sul rapimento di Aldo Moro. In seguito le puntate sono state riunite in un film diviso in due parti.

### Riprese
Alcune scene sono state girate a Roma, in particolare nei locali del Tribunale Superiore delle Acque Pubbliche.

## Colonna sonora
La colonna sonora del film è stata composta da Fabio Massimo Capogrosso, mentre la sigla iniziale della miniserie utilizza il brano Après la pluie del compositore minimalista francese René Aubry.

## Promozione
Il 4 giugno 2021 viene diffusa la prima immagine del film.
Il primo trailer, accompagnato dal poster, è stato distribuito il 26 aprile 2022. Un secondo trailer è stato pubblicato il 10 maggio 2022.

## Distribuzione
La pellicola è stata presentata in anteprima al Festival di Cannes. La prima parte del film è stata distribuita nelle sale cinematografiche italiane a partire dal 18 maggio 2022, mentre la seconda parte ha debuttato il 9 giugno successivo.
Inoltre il film è stato trasmesso anche come miniserie televisiva, composta da sei puntate, il 14, 15 e 17 novembre su Rai 1 e dal 17 dicembre su Netflix.

## Accoglienza

### Incassi
La prima parte del film ha incassato 472104 €, mentre la seconda ha raccolto 255000 €, di cui 17376 € nel corso della prima giornata di proiezione.

### Ascolti
Come miniserie televisiva invece la prima puntata ha totalizzato 3.307.000 telespettatori (18,6% di share), la seconda 2.776.000 (15,7%) e la terza 2.733.000 (15,4%).

### Critica
La pellicola è stata accolta molto positivamente dalla critica. Davide Stanzione di Best Movie assegna al film 4,4 stelle su 5 e lo descrive come "Un affresco monumentale e capillare sui 55 giorni del sequestro Moro e un’incursione tagliente e struggente nelle anime perse e nei mucchi selvaggi della Repubblica nel suo frangente più buio, dolente, spiazzante e paradossale. Una nuova, personale vetta di abbagliante limpidezza popolare per il cinema di Marco Bellocchio".
Federico Gironi di Comingsoon.it assegna al film 5 stelle su 5, elogiando in particolar modo la regia di Bellocchio, mentre Paola Casella di MYmovies.it dà alla pellicola 4 stelle e ½ su 5, lodando la regia, il montaggio e la sceneggiatura. Giuseppe Grossi di Movieplayer.it assegna alla pellicola 4 stelle e ½ su 5, così come Valerio Sammarco di Cinematografo.it.

## Riconoscimenti
- 2023 – David di Donatello
  - Miglior regista a Marco Bellocchio
  - Miglior attore protagonista a Fabrizio Gifuni
  - Miglior trucco a Enrico Iacoponi
  - Miglior montatore a Francesca Calvelli e Claudio Misantoni
  - Candidatura al miglior film
  - Candidatura alla miglior attrice protagonista a Margherita Buy
  - Candidatura alla miglior attrice non protagonista a Daniela Marra
  - Candidatura al miglior attore non protagonista a Fausto Russo Alesi
  - Candidatura al miglior attore non protagonista a Toni Servillo
  - Candidatura alla migliore sceneggiatura originale a Marco Bellocchio, Stefano Bises, Ludovica Rampoldi e Davide Serino
  - Candidatura al miglior produttore a The Apartment e Kavac Film
  - Candidatura al migliore autore della  fotografia a Francesco Di Giacomo
  - Candidatura al miglior musicista a Fabio Massimo Capogrosso
  - Candidatura al miglior scenografo a Andrea Castorina, Marco Martucci e Laura Casalini
  - Candidatura al miglior costumista a Daria Calvelli
  - Candidatura al miglior acconciatore a Alberta Giuliani
  - Candidatura al miglior suono a Gaetano Carito, Lilio Rosato e Nadia Paone
  - Candidatura ai migliori effetti speciali visivi a Massimo Cipollina

- 2023 – Nastri d'argento - Grandi Serie
  - Miglior serie TV
  - Miglior attrice protagonista a Margherita Buy
  - Miglior attore protagonista a Fabrizio Gifuni
  - Candidatura al miglior attore non protagonista a Gabriel Montesi
  - Candidatura alla miglior attrice non protagonista a Daniela Marra
- 2023 – Globo d'oro
  - Miglior serie TV